# メタネーション
メタネーション（英: Methanation）は、水素（H2）と二酸化炭素（CO2）から都市ガスの主成分であるメタン（CH4）を合成する技術である。
再生エネルギーなどから製造された水素を、さらにメタンへ変換することで、より取り扱いやすい燃料が得られる

## 歴史
「メタネーション」は、従来は石炭から合成天然ガスを生成するプロセスを指し、1984年にダコタガス化会社が実用化した。
CO2の水素化で合成メタンを生成する技術は、1911年にフランスの化学者ポール・サバティエが発明しており、2010年代頃以降は、脱炭素や温室効果ガス排出抑制の点からこのCO2の水素化技術が注目されるようになった。
日本では、1993年に、東北大学、東北工業大学名誉教授の橋本功二がグローバル二酸化炭素リサイクル構想を提案。橋本と日立造船グループは1995年に世界初の実証実験を行った。ヨーロッパでは2009年ごろから取り組みが活発化した。日本政府はグリーン成長戦略や第6次エネルギー基本計画において、2030年の合成メタンを4億m3、比率にして1%の導入を目標にしている。日本ガス協会では、2050年の導入目標を90%とし、水素の直接利用やバイオガスと併せて100%のカーボンニュートラル化を目指している。

### 普及、実装
2019年6月、日本では気候変動対策に関する方針「パリ協定に基づく成長戦略としての長期戦略」が閣議決定された。「我が国の産業界や研究機関は、メタネーションにつながる要素技術、素材技術等にイニシアティブをとっていくことが求められている」とされた。それに伴い、大手事業者は以下の経営ビジョンを発表。
2021年1月、大阪ガスはSOEC共電解の研究開発など、革新的なメタネーション技術の導入によって脱炭素化の更なる深化に取り組む。また、海外でカーボンニュートラルメタンを製造し、国内へ輸入するサプライチェーンの構築に取り組む。また、2024年度から2025年度にかけて、INPEXと共に鉱場内からCO2を回収して合成メタンを生成する実証実験を実施。これは、世界最大規模の設備であり400 Ｎm3/hの合成メタン製造能力が予定されている。2021年7月、東邦ガスはメタネーション技術の実用化によるクリーンな合成メタンの大量導入をに取り組む。2030年までに、メタネーション技術を活用した都市ガス製造を開始する。
2021年11月、東京ガスは脱炭素化に向け、メタネーション技術を自社コア技術として確立。官民合わせた協力体制や連携のもと、社会実装に向けたカーボンニュートラルメタンバリューチェーンを構築。横浜市鶴見区の近隣企業とCO2を融通することによるメタネーション実証実験を開始。最新の水電解装置や革新的メタネーション装置を導入し、地域におけるカーボンニュートラルの地産地消化に取り組む。

## 実証実験
ドイツのETOGASとアウディは、2013年よりバイオガスから分離したCO2を使用して合成したメタンを、既存の導管網を使って天然ガス自動車向けの供給を行った。フランスのエンジーグループのGRTgazは、再生エネルギー電力で製造した水素と工場の排ガスから収集したCO2を使用した産業用メタネーションの実証実験「Jupiter1000」を2018年より開始した。
新エネルギー・産業技術総合開発機構（NEDO）はINPEX（当時の社名は国際石油開発帝石）、日立造船と共同で2019年にINPEX長岡鉱場内にメタネーションの試験設備を設置した。2021年からは、大阪ガスもこの事業に参画している。
東京ガスは、2022年より横浜市と共同で、同市鶴見区末広町の自社敷地内で実証実験を開始する。CO2源には市の下水処理場の消化ガスと、清掃工場から発生する排ガスを分離して使用する。東京ガスの実証実験には、宇宙航空研究開発機構（JAXA）、山口大学および三菱重工業グループも参加している。
IHI、西部ガス、九州大学等は北九州市若松町のひびきLNG基地内で再生可能エネルギーの余剰電力や近隣工場から発生する副生水素・未利用CO2を利用しメタンを製造する実証事業を2023年12月から開始した。

## 技術
{\displaystyle {\ce {CO2 + 4H2 <=> CH4 + 2H2O}}} ΔH = -165 kJ/mol (298 K)
メタネーションは発熱反応であり、既知のサバティエの技術では反応温度が500 ℃にのぼる。触媒には、主にニッケルやルテニウムが使われる。東京ガスでは固体高分子膜（PEM）による水分解と組み合わせて、220 ℃程度の比較的低温でサバティエ反応を行う「ハイブリッドサバティエ」や100 ℃程度で反応を行う「PEMCO2還元」、メタン菌を応用した「バイオリアクター」による生物学的メタン化の技術の開発も進められている。大阪ガスでは、発熱反応で生じた熱を有効活用する固体酸化物形電解セル（SOEC）メタネーション技術を開発している。
一酸化炭素(CO)の水素添加によるメタネーションは、アンモニア合成時において原料ガス中のCO除去に応用される。この反応では、1モルあたり206 kJ（49.3 kcal）の熱が生じる。

### メリットとデメリット、課題
熱需要は民生用の比較的低温から、産業用の高温に至るまで幅広く、ガス燃料は幅広い温度帯に対応することができる。水素の直接利用に比べ、メタン化の工程が加わる分、燃料の費用の増加と10 - 20%ほどのエネルギー損失が生じる。だが、都市ガス導管網やLNGタンカー、天然ガス火力発電所など既存のインフラが活用できる利点がある。
CO2を回収し再利用することから、カーボンニュートラルの一種ととらえることができる。合成メタン製造の好適地として、安価で豊富な再生可能エネルギーが入手でき、液化天然ガスの輸出インフラが整ったアメリカ合衆国やオーストラリア、中国、インド、中東諸国などが想定される。日本ではパリ協定6条2項に基づき、温室効果ガス排出量削減の成果を相手国と分け合う「二国間クレジット制度」を17か国との間で整備しているが、多くが発展途上国であり、合成メタン製造適地と一致しない問題がある。日本国内の制度上では、CO2の原排出者と合成メタンの使用者のどちらに排出量削減をカウントするかが検討課題となる。